# Звірята Суфіни (альбом)
«Звірята Суфіни» (англ. «Suphina's Little Beasts») — єдиний студійний альбом київського електронного проекту Звірята Суфіни. Записаний у 1998–1999 роках, альбом був виданий київським лейблом Quasi Pop у 2002 році. Компакт-диск вийшов накладом всього у 200 примірників.
Цей інструментальний альбом — піднесена пост-модерністська музика, насичена сумною «ґотичною» атмосферою, в деяких моментах співзвучна академічному мінімалізму і електронному етеріалу.

## З історії створення
Вся музична частина альбому (окрім запису декламації) була створена та записана на київській студії продюсерського центру «Астероїд». Там же проводились записи гурту Мандри, учасником якого є Леонід Белєй. Ця обставина дозволила реалізувати проект, через дорожнечу обладнання та студійного часу самостійно здійснити запис такого рівня було б надзвичайно важко.

## Список композицій
Авторами усіх композицій є Олександр Юрченко та Леонід Бєлєй.
| #     | Назва                       | Тривалість |
| ----- | --------------------------- | ---------- |
| 1.    | «Sabayle»                   | 3:41       |
| 2.    | «Isocephalia»               | 3:36       |
| 3.    | «Quartet #4»                | 3:43       |
| 4.    | «Sunstroke»                 | 4:20       |
| 5.    | «Moesta et Errabunda»       | 3:37       |
| 6.    | «Gamut»                     | 3:27       |
| 7.    | «Intro for Suphina»         | 2:22       |
| 8.    | «Suphina's Little Beasts»   | 5:44       |
| 9.    | «The Approach of Holiday»   | 5:01       |
| 10.   | «Peonys»                    | 4:07       |
| 11.   | «Is the Universe Reviving?» | 3:47       |
| 12.   | «Gray Lake Contemplation»   | 3:55       |
| 44:08 |                             |            |